# 缸房夭站
缸房夭站是一个大准线上的铁路车站，位于中华人民共和国内蒙古自治区乌兰察布市凉城县永兴镇缸房夭村，建于1993年，目前为四等站，邮政编码为013763。目前客运：办理旅客乘降；不办理行李、包裹托运；不办理货运营业。